# اندی لی (خواننده کره جنوبی)
اندی لی (انگلیسی: Andy Lee؛ زادهٔ ۲۱ ژانویهٔ ۱۹۸۱) خواننده، بازیگر تلویزیون، و بازیگر اهل کره جنوبی است. وی از سال ۱۹۹۸ میلادی تاکنون مشغول فعالیت بوده‌است.